# Kacper Dziewicki
Kacper Dziewicki (ur. 1810, zm. 22 marca 1833) – uczestnik powstania listopadowego, brat stryjeczny działacza emigracyjnego Seweryna, również powstańca.
Brał udział w spisku Piotra Wysockiego, a następnie walczył pod Arsenałem w noc listopadową. Po bitwie pod Grochowem zdobył awans na kapitana i odznaczenie złotego krzyża wojskowego. Od grudnia 1831 znajdował się we Francji (głównie w Awinionie), gdzie był obserwowany przez policję jako „przywódca demagogów”.
Zabiwszy w pojedynku podpułkownika Karola Szlegla, który go spoliczkował, został zmuszony do opuszczenia miasta na skutek oburzenia emigracji. Nie podporządkował się wytycznym Rady Awiniońskiej, w listopadzie 1832 podpisał manifest przeciw niej, a miesiąc później wstąpił do Towarzystwa Demokratycznego Polskiego oraz do loży masońskiej Nierozdzielna Trójca i węglarzy w Paryżu. Współpracował z przygotowującym wyprawę partyzantów do kraju Józefem Zaliwskim. Wyznaczony na naczelnika okręgu radomskiego Dziewicki udał się do Galicji. Dążąc do opanowania Połańca 19 marca 1833 poprowadził dwudziestosześcioosobową partyzantkę  z majątku Górki w powiecie mieleckim i przeprawił się z nim nocą przez Wisłę. Rozproszenie oddziału umożliwiło Kozakom zaskoczenie i wzięcie w niewolę czterech partyzantów i samego Dziewickiego, który popełnił samobójstwo, zażywając truciznę. 